# 사랑 게임 (1993년 영화)
《사랑 게임》(영어: For Love or Money 혹은 The Concierge)은 미국에서 제작된 배리 소넌펠드 감독의 1993년 로맨틱 코미디 영화이다. 마이클 J. 폭스, 개브리엘 앤워 등이 출연하였고, 브라이언 그레이저 등이 제작에 참여하였다.

## 출연진
- 마이클 J. 폭스
- 개브리엘 앤워
- 앤서니 히긴스
- 밥 밸러밴
- 마이클 터커
- 파이비시 핑컬
- 댄 허데이야
- 아이작 미즈라히
- 패트릭 브린
- 데브라 멍크
- 우도 키어

## 기타 제작진
- 공동 제작: 그레이엄 플레이스
- 배역: 존 S. 라이언스
- 미술: 피터 S. 라킨
- 의상: 수전 라이올

## 반응
북아메리카에서 상업적인 성공을 거두지 못했으며, 개봉한 지 4주 후 제작비의 절반 미만을 거둬들이며 영화관에서 퇴거되었다.